# Vuelta a Yugoslavia
La Vuelta a Yugoslavia fue una carrera ciclista por etapas que se disputaba anualmente en Yugoslavia. La primera edición se disputó en 1937 y, salvo algunas interrupciones, se disputó hasta el 2000, cuando celebró su 50.ª edición. 

## Palmarés
| Año       | Ganador                | Segundo              | Tercero                |              |
| --------- | ---------------------- | -------------------- | ---------------------- | ------------ |
| 1937      | August Prosenik        |                      |                        |              |
| 1938      | Dragoljub Davidović    |                      |                        |              |
| 1940      | Nikola Penčev          |                      |                        |              |
| 1947      | Antonio Strain         | Ivan Valant          | Ivan Rebkovic          |              |
| 1948      | Aleksandar Zorić       | August Prosenik      | Antonio Strain         |              |
| 1949      | Luigi Malabrocca       | Milan Cok            | Antonio Strain         |              |
| 1950      | Franco Fanti           | Franja Varga         | Luigi Malabrocca       |              |
| 1951      | Robert Marguillier     | Francis Siguenza     | Cyril Vanbossel        |              |
| 1953      | Frantz Reitz           |                      |                        |              |
| 1954      | Veselin Petrović       |                      | Gianni Ghidini         |              |
| 1955      | Walter Muller          | Franja Varga         | Ilia Krestev           |              |
| 1956      | Kamiel Buysse          | Stefan Mascha        | Veselin Petrović       |              |
| 1957      | Bernd Trefflich        | Ivan Levačić         | Stefan Mascha          |              |
| 1958      | Nevio Valčić           | Jan Hugens           | Janez Zirovnik         |              |
| 1959      | Nentcho Christov       | Bojan Kotcev         | Ivan Levačić           |              |
| 1960      | Janez Žirovnik         | Ivan Levacic         | Nevio Valčić           |              |
| 1961      | Ivan Levačić           | Nevio Valčić         | Antal Megyerdi         |              |
| 1962      | Frank Skerlj           | Primo Nardello       | Jože Šebenik           |              |
| 1963      | Andrej Boltežar        | Jože Roner           | Ivan Levačić           |              |
| 1964      | Rudi Valenčić          | Franc Škerlj         | Hristo Iliev           |              |
| 1965      | Cvetko Bilić           | Andrej Boltežar      | Luigi Bollasina        |              |
| 1966      | Radoš Čubrić           | Cvetko Bilić         | Rudi Valenčić          |              |
| 1967      | Franc Škerlj           | Stoné Bozicnic       | Rados Cubric           |              |
| 1968      | Rudi Valenčić          | Gösta Pettersson     | Anatas Savtchev        |              |
| 1969      | Joop Zoetemelk         | Andras Takacs        | Vladislav Nelyubin     |              |
| 1970      | Radoš Čubrić           | Henryk Wozniak       | Hennie Kuiper          |              |
| 1971      | Cvetko Bilić           | Nikolaï Gorelov      | Józef Gawliczek        |              |
| 1972      | Yuri Lavrushkin        | Rinat Charafuline    | Stanislaw Labocha      |              |
| 1973      | Boris Choukov          | Igor Moskalev        | Janez Zirovnik         |              |
| 1974      | Jaroslav Poslusny      | Wolfgang Steinmayr   | Vito Di Tano           |              |
| 1975      | Petr Matousek          | Jaroslav Poslusny    | Valeri Likhatchev      |              |
| 1976      | Alexandre Averine      | Drago Frelih         | Alexandre Gussiatnikov |              |
| 1977      | Alexandre Gussiatnikov | Philippe Bodier      | Alexandre Averine      |              |
| 1978      | Aavo Pikkuus           | Sergeï Nikitenko     | Alexandre Averine      |              |
| 1979      | Sergueï Morozov        | Said Gusseinov       | Ramazan Galaletdinov   |              |
| 1980      | Bojan Ropret           | Andreï Vedernikov    | Nikolai Anisimov       |              |
| 1981      | Rikho Suun             | Piotr Ugrumov        | Vinko Polončič         |              |
| 1982      | Nikolai Kossiakov      | Vinko Polončič       | Janez Lampič           |              |
| 1983      | Primož Čerin           | Janez Lampič         | Laszlo Halasz          |              |
| 1984      | Bruno Bulić            | Primož Čerin         | Jure Pavlič            |              |
| 1985      | Jure Pavlič            | Holger Müller        | Nencio Staykov         |              |
| 1986      | Jure Pavlič            | Jože Smole           | Srečko Glivar          |              |
| 1987      | Olaf Jentzsch          | Vladimir Kozarek     | Miroslav Vasicek       |              |
| 1988      | Sandi Papež            | Pavel Tonkov         | Jos van Aert           |              |
| 1989-1993 | No disputada           | No disputada         | No disputada           | No disputada |
| 1994      | Eddy Gragus            | Sergiy Matveyev      | Dimitri Sedun          |              |
| 1996      | Ruslan Ivanov          | Igor Tchoukliantchev | Alexandre Botcharov    |              |
| 1997      | Nikolai Koudriavtsev   |                      |                        |              |
| 1998      | Alexandre Rotar        | Boris Premuzic       | Kyrylo Pospyeyev       |              |
| 1999      | Milan Dvorščík         | Kazimierz Stafiej    | Andrzej Mierzejewski   |              |
| 2000      | Igor Kranjec           | Anatoli Varvaruk     | Sławomir Kohut         |              |

## Palmarés por países
| País            | Victorias |
| --------------- | --------- |
| Yugoslavia      | 24        |
| Unión Soviética | 8         |
| Alemania        | 3         |
| Italia          | 2         |
| Bélgica         | 2         |
| República Checa | 2         |
| Austria         | 1         |
| Bulgaria        | 1         |
| Países Bajos    | 1         |
| Estados Unidos  | 1         |
| Moldavia        | 1         |
| Rusia           | 1         |
| Ucrania         | 1         |
| Eslovaquia      | 1         |
| Eslovenia       | 1         |